# Joiadá (príncipe)
Joiadá (lit. "conhecido por Deus") foi um príncipe aaronita, ou seja, descendente de Aarão, que foi até Hebrom para aliar-se com Davi (I Crônicas 12:27) em seus preparativos para sua luta com Saul.